# Slaget vid Tewkesbury
Slaget vid Tewkesbury ägde rum 4 maj 1471 i Gloucestershire och avslutade en fas i Rosornas krig. Det satte ett tillfälligt slut på det lancastriska hoppet att återfå Englands tron. Det skulle komma att dröja fjorton år innan Henrik Tudor slutligen avgjorde striden mellan de båda dynastierna. 

## Bakgrund
Vid tiden för slaget vid Tewkesbury, hade den mentalt instabile lancastriske kungen Henrik VI blivit avsatt för andra gången av sin rival, yorkisten Edvard IV av England, som genom sin karriär aldrig hade besegrats i strid. Rikard Neville, earl av Warwick, "Kungamakaren", som först hade stött Henrik, sedan Edvard och sedan Henrik igen, hade dödats tre veckor tidigare i slaget vid Barnet och de återstående lancastriska trupperna leddes av Henriks drottning, Margareta av Anjou och deras sjuttonårige son Edvard av Westminster, prins av Wales. Hade Margareta, då hon återvände till England och fick höra den chockerande nyheten om Warwicks slutliga förlust hunnit att förena sig med sin allierade Jasper Tudor (farbror till Henrik Tudor), hade hon kanske haft en chans gentemot de yorkistiska trupperna. Hennes enda hopp var att gå över floden Severn vid Gloucester, vilket misslyckades, då detta inte tilläts av stadens och borgens yorkistiske borgmästare, Sir Richard Beauchamp.

## Slutet för den lancastriska kungafamiljen
Margareta förlitade sig på Edmund Beaufort, hertig av Somerset, hennes kvarvarande erfarne befälhavare, men hans kunskaper var inget mot kungens. Yorkisterna var överlägsna i sitt artilleri och Somerset missbedömde sin position på ett sätt som gjorde att kungens yngre bror Rikard, hertig av Gloucester kunde attackera flanken. Panik utbröt bland de tillbakadragande lancastrarna och Somerset sägs ha dödat en av sina egna befälhavare, Lord Wenlock, som straff för hans fatala initiativsoförmåga. På ett fält känt som "Bloody Meadow" ("Den blodiga ängen") dödades kanske så många som hälften av Somersets styrka. Några flydde till det näraliggande Tewkesbury Abbey, dit fienden sägs ha förföljt dem. En av de stupade var Edvard, prinsen av Wales, även om det är oklart om han dog i, eller efter, striden. Han är fortfarande den ende prinsen av Wales som dött i strid. Alla befälhavare, däribland Somerset, avrättades kort därefter. Drottningen och hennes svärdotter Anne Neville, hölls fångna av kungen. Henrik VI, som redan var inspärrad i Towern, dödades där några dagar senare.